# Depú
Laurindo Dilson Maria Aurélio znany jako Depú (ur. 8 stycznia 2000 w Lobito) – angolski piłkarz grający na pozycji napastnika. Od 2025 jest zawodnikiem klubu Radomiak Radom.

## Kariera klubowa
Swoją karierę piłkarską Depú rozpoczął w klubie Académica Petróleos do Lobito. W sezonie 2019/2020 zadebiutował w jego barwach w pierwszej lidze angolskiej. W sezonie 2020/2021 grał w Recreativo Caála, a w sezonie 2021/2022 w Sagrada Esperança. Latem 2022 został piłkarzem Atlético Petróleos de Luanda, który został w sezonie 2022/2023 mistrzem Angoli.
Na początku 2023 Depú przeszedł do portugalskiego Gil Vicente FC. W nim zadebiutował 23 kwietnia 2023 w przegranym 0:1 wyjazdowym meczu z Portimonense SC.
| Sezon   | Klub                          | Państwo    | Rozgrywki     | Mecze | Bramki |
| ------- | ----------------------------- | ---------- | ------------- | ----- | ------ |
| 2019/20 | Académica Petróleos do Lobito | Angola     | Girabola      | 10    | 1      |
| 2020/21 | Recreativo Caála              | Angola     | Girabola      | 20    | 10     |
| 2021/22 | Sagrada Esperança             | Angola     | Girabola      | 18    | 19     |
| 2022/23 | Atlético Petróleos de Luanda  | Angola     | Girabola      | 5     | 2      |
| 2022/23 | Gil Vicente FC                | Portugalia | Primeira Liga | 5     | 0      |

## Kariera reprezentacyjna
W reprezentacji Angoli Depú zadebiutował 16 listopada 2021 roku w zremisowanym 1−1 meczu kwalifikacji do Mistrzostw Świata 2022 z reprezentacją Libii, rozegranym w Bengazi. W 2024 roku został powołany do reprezentacji Angoli na turniej finałowy Pucharu Narodów Afryki 2023. W tym turnieju nie zagrał w żadnym meczu.